# Spaghetti allo scoglio
Gli spaghetti allo scoglio sono un primo piatto italiano, a base di spaghetti e di frutti di mare come molluschi (cozze e vongole) e crostacei (scampi o gamberi), di probabile origine siciliana e diffuso in diverse città di mare italiane.

## Caratteristiche
Gli spaghetti allo scoglio si possono presentare in due versioni: con o senza pomodoro (in genere pomodorini). La pasta viene lessata parzialmente, quindi risottata nel sugo di pesce e infine servita nel piatto con gusci e conchiglie (importante la componente visiva).  
La stessa preparazione può utilizzare tipi di pasta lunga differenti. Si possono usare anche i bucatini o le linguine. In Romagna sono tipici invece i tagliolini allo scoglio.